# Мерке (святилище)

Курган Суюндык 1 с мужским и женским изваяниями

Мерке (каз. Меркі) — тюркское святилище, расположенное поблизости от села Мерке в Жамбылской области Казахстана. Благодаря расположению в труднодоступном месте святилище сохранилось в хорошем состоянии и позволяет проследить развития культуры тюркских кочевников на протяжении почти целого тысячелетия. В 1998 году святилище Мерке было включено в предварительный список Всемирного наследия ЮНЕСКО.

## География
Святилище расположено в Киргизском Алатау и занимает площадь около 250 км². Оно находится на высоте 3000 м и охватывает несколько плато: Сандык, Шайсандык, Аралтобе, Кашкасу, Улысай. Антропогенные памятники образуют с местной флорой и фауной уникальный природно-исторический комплекс, отражая важное для тюркских народов единение человека и окружающей среды.
Природные богатства бассейна реки Мерке представлены типичными для Тянь-Шаня фауной и флорой. Среди растительных видов субальпийского и альпийского пояса выявлено 15 эндемиков. По оценке специалистов, эта территория может быть преобразована в национальный парк.

## Святилище
Тюркские кочевники на протяжении почти 1000 лет использовали данную местность в культово-ритуальных целях. На территории обнаружено более 170 курганов и оград, датируемых VI—XIV веками, среди которых около 70 представляю собой одиночные или групповые (до четырёх) комплексы с антропоморфными каменными изваяниями. По свидетельствам местных жителей, ранее число изваяний было большим, однако в результате вмешательства людей часть из них были перевезены в местные краеведческие музеи или попали в частные коллекции.
Каменные изваяния идентифицируются как мужские и женские фигуры, причем сочетания тех и других в групповых комплексах могут быть любыми. Захоронения, или небольшие храмы, характеризуются как родовые. Раскопки, проведённые в 1987 году на правом берегу реки Мерке, позволили сделать вывод о прямых историко-культурных связях усуней и древних тюрков Жетысу.
Датировка памятников Мерке вызвало определённые сложности: обнаруженные каменные ограды с изваянием имеют аналоги среди памятники тюрков-тугю Южной Сибири, Алтая, Тувы, датируемые VI-VIII веками. Однако изображения на изваяниях позволяют отнести их появление вплоть до XII века. В связи с этими расхождениями возможны коррективы существующей в литературе классификации древнетюркских оград.
Преобладающими сооружениями святилища Мерке являются курганы диаметром от 7 до 12 м, высотой от 0,5 до 1,2 м с каменным изваянием в центре. Аналогичные сооружения известны на территории Центрального Казахстана и в южнорусских степях. Их соотносят с кыпчакским периодом в истории тюркских кочевников и, таким образом, датируют примерно XI—XIII веками. Другой особенностью этих памятников является преобладание среди изваяний женских фигур, что не может быть объяснено ролью женщин в тюркском обществе, и, вероятно, связано с культом девы-прародительницы.

## Всемирное наследие
24 сентября 1998 года святилище Мерке по предложению Института археологии Казахстана было включено в предварительный список Всемирного наследия ЮНЕСКО в качестве природно-исторического комплекса (смешанная категория).